# Karymskojemeer
Het Karymskojemeer (Russisch: Карымское озеро) is een kratermeer in de uitgedoofde vulkaan Akademia Naoek, die onderdeel vormt van het complex rond de stratovulkaan Karymskaja Sopka op het Russische schiereiland Kamtsjatka. Het meer heeft een diameter van ongeveer 3,5 kilometer en een diepte tot ongeveer 70 meter. Het meer ligt op ongeveer 630 meter boven zeeniveau. In de loop van de geschiedenis ontstond een grote variëteit aan flora en fauna in het meer.

## Cataclysme van 1996
Op 2 januari 1996 vond een uitbarsting plaats van de Karymskaja Sopka, die een paar uur later werd gevolgd door een serie van onderwateruitbarstingen in het noordelijk deel van het meer. Het epicentrum van deze krachtige freatomagmatische uitbarstingen, die elkaar 10 tot 15 minuten na elkaar opvolgden lag op 500 meter uit de oever. Door de explosie werd een grote aswolk uitgeblazen, alsook een aantal vulkanische bommen met een diameter van 10 centimeter tot 2 meter. Deze uitbarstingen werden gevolgd door een zwakkere uitbarsting op 3 januari. Door deze explosies steeg het waterniveau en de watertemperatuur tot 25°C. Een giftige wolk verspreidde zich door het water en zorgde zo voor een cataclysme: al het planten- en dierenleven in het meer werd gedood. Aan de noordzijde werd door de uitbarstingen een nieuw schiereiland gevormd (Novogodni; "Nieuwjaar") in het meer met een oppervlakte van ongeveer 0,7 km².